# BVG Bauart U3m
Bei den Straßenbahnwagen des Typs U3m handelte es sich um eine Serie von 100 Mitteleinstiegstriebwagen sowie einem Prototyp, die in den Jahren 1931/32 durch die Berliner Verkehrsbetriebe (BVG) aus Teilen ehemaliger Berolina-Wagen umgebaut wurden. Ab 1934 wurden die Serienfahrzeuge gemäß dem Typenschlüssel der BVG als TM 31 U, der Prototyp als TM 31 US bezeichnet. Trotz ihrer Kennzeichnung als Umbauwagen handelte es sich bei den Fahrzeugen de facto um Neubauten.

## Entwicklung

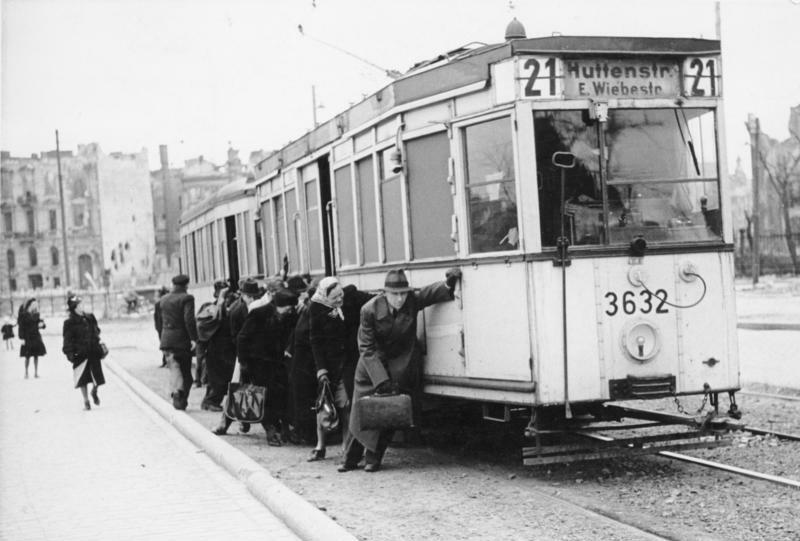
Wegen Strommangels wird Wagen 3632 von den Fahrgästen geschoben, 1946

Prototyp TM 31 US auf der Linie 11 in der Köpenicker Straße, 1960

1921 begann die 1920 entstandene Berliner Straßenbahn mit dem Umbau von 160 Triebwagen des Typs Berolina, welche in den Jahren 1896 bis 1903 von der Großen Berliner Straßenbahn beschafft wurden, zum Umbautyp U3l. Die Wagen erhielten bei der Nationalen Automobil-Gesellschaft in Berlin-Oberschöneweide unter anderem neue Fahrmotoren und vergrößerte Plattformen.
Anfang der 1930er Jahre wurden die Fahrmotoren dieser Wagen ausgebaut und für den Aufbau der Wagen 3600III und 3601II–3760II verwendet. Die Triebwagen der Serie 3701II–3760II erhielten dabei Endeinstiege mit getrennten Fahrgasträumen und die Typenkennzeichnung U4, ab 1934 T 33 U. Die verbliebenen 101 Triebwagen erhielten Mitteleinstiege. Beim Wagen 3600III waren die Zielschilderkästen über der Stirnwand auf dem Dach angebracht, bei den Serienfahrzeugen waren diese in das Dach integriert. Zudem unterschieden sich die Innenräume leicht voneinander.
Der Einstieg erfolgte über die Mittelplattform. Der Fahrgastraum war unterteilt in ein Nichtraucher- und ein Raucherabteil, wobei letzteres durch eine Schiebetür abgegrenzt wurde. Die Sitze waren sowohl längs als auch quer angeordnet und boten insgesamt 30 Fahrgästen Platz. An den Wagenenden befanden sich Führerstände sowie in Fahrtrichtung je eine Nottür, welche jedoch während des Betriebes ständig verschlossen war. Zur Abfertigung diente eine Summeranlage. Ferner waren Signalleinen vorhanden, welche von den Mittelplattformen sowie den Führerständen aus bedient werden konnten und ein Glockensignal ertönen ließen.
1932/33 wurden die beiden Triebwagen 3604II und 3605II für Mehrfachsteuerung eingerichtet und während dieser Probefahrten Heck an Heck mit dem Beiwagen 1503II vom Typ BDM 26 gekuppelt. Später wurden diese Wagen wieder zurückgebaut.
Während des Zweiten Weltkrieges gingen von den 101 Triebwagen 17 verloren. 1949 gingen 47 Wagen an die BVG-West, 36 Wagen und der Prototyp kamen zur BVG-Ost.
Die in West-Berlin verbliebenen Wagen kamen vorrangig im Bezirk Steglitz zum Einsatz und wurden nach Fristablauf abgestellt. In Ost-Berlin erhielten die vorhandenen Wagen einen Umbau. Dabei wurde die Summeranlage durch Signalleinen ersetzt und die Sitzplatzanordnung verändert. Die Nottüren wurden durch reguläre einfache Schiebetüren ersetzt, wodurch der Einsatz als Zeitkartenwagen ermöglicht wurde. 1962 wurde Wagen 3600III ausgemustert. Die übrigen Wagen wurden 1963 in das Rekoprogramm einbezogen.